# 1994年飓风佛罗伦萨
飓风佛罗伦萨（英語：Hurricane Florence）是1994年大西洋飓风季形成的第6场获得命名的风暴和第2场飓风，也是该季最强烈的风暴，其最大持续风速达到每小时175公里，最低气压972毫巴（百帕，28.71英寸汞柱），在萨菲尔-辛普森飓风等级属二级飓风标准。气旋形成时间相对较晚，在中大西洋开放海域行进了近一周后再被大规模的温带气旋吸收，自始至终没有对陆地构成影响。系统源于1994年10月底百慕大东南偏东方向约1850公里海域的低气压区，这片低气压区还同几乎保持静止的锋面天气系统关联。系统的组织结构逐渐改善，于11月2日成为亚热带低气压，此后不久再升级成亚热带风暴，但次日又回落至亚热带低气压标准。
11月3日，气旋发展出热带天气系统特征，成为第十一号热带低气压，之后很快就增强成热带风暴并获名“佛罗伦萨”。风暴短暂进入快速增强期并进一步强化成一级飓风，之后再于11月7日达到二级飓风标准。受北面的大型温带气旋影响，佛罗伦萨的移动速度大幅提升至每小时93公里。次日，气旋失去踪影，但在被温带气旋吸收期间仍在产生飓风强度狂风。

## 气象历史
1994年10月下午，百慕大东南偏东方向约1850公里海域一片几乎停止移动的锋区边缘有低气压区形成。系统逐渐同锋区分离，开始发展出对流带状特征。由于最强风速距中心位置还有数百英里远，因此系统尚不完全属于热带天气系统，气象机构于11月2日早上将其归类为亚热带气旋。气旋接下来有小幅增强，据船只观测数据显示，系统的持续风速达到每小时65公里，因此升级成亚热带风暴。但到11月3日，风暴结构又略有恶化而降级成亚热带低气压。到了当天下午，系统已开始向热带天气系统转变。11月3日晚，气旋在百慕大东南偏东方向约1400公里洋面归类为第十一号热带低气压。受上空的大规模上层低气压影响，气象部门预计系统总体会向西北方向移动，实际情况也的确如此，第十一号热带低气压围绕上层低气压的边缘以每小时13公里的速度向西北前进。
11月4日清晨，低气压升级成热带风暴并获名“佛罗伦萨”（Florence），但由于上层低气压仍在对气旋中心构成影响，其外流因此仍然较为杂乱，风暴此时尚未完成向热带天气系统转化，但结构已有小幅改善。当天下午，佛罗伦萨完全转变成热带气旋并发展出深层对流，风暴快速增强，风力时速在6小时里就提高了30公里。美国国家飓风中心认为这样的增强趋势会持续下去，预计佛罗伦萨会在12小时内成为1994年大西洋飓风季的第2场飓风。11月4日晚，风暴环流中心周围发展出稳固的深层对流区并升级成飓风。红外卫星图像上还出现眼状特征，但飓风并未因此出现显著强化。随着风眼持续显现，气旋结构略有改善，强度也缓慢提高。到了11月6日早上，风眼已略显模糊，周围的云层顶端温度也有回升。受东南方向的低压槽开始向东移动产生的转向气流影响，佛罗伦萨转向北上。由于低压槽继续东进，影响飓风的转向气流相应减弱，风暴因此在11月6日晚几乎停止移动。
11月7日早上，佛罗伦萨的风眼又一次出现在卫星图像上，风暴转向西北，前进速度开始大幅提升。当天上午，风暴的风眼已经达到55至65公里宽，移动速度还在继续加快。气旋继续增强，于这天下午成为二级飓风，风速增至每小时155公里。受北面的强烈温带气旋影响，佛罗伦萨以每小时48公里的速度迅速朝西北方向移动。美国国家飓风中心在当时的实际操作中认为气旋的最高强度达到大型飓风标准，但经过飓风季过后的重新分析又确定佛罗伦萨实际上是在11月7日下午达到风力时速178公里的最高强度，略低于大型飓风标准。11月8日早上，风暴强度小幅回落至一级飓风范围，北面的大型温带气旋促使佛罗伦萨以高速每小时93公里的速度前进。由于风暴非常靠近冷锋，气象机构预计佛罗伦萨会快速转变成温带气旋。当天上午，飓风被温带气旋吸收，在此期间产生的风速仍然达到飓风强度。

## 影响
飓风佛罗伦萨存在期间始终位于中大西洋开放海域，没有接近过任何陆地，因此没有报道表明风暴造成任何影响、破坏或人员伤亡，气象机构预计气旋不会袭击陆地，所以也没有发布任何热带气旋警告。